# 소실점

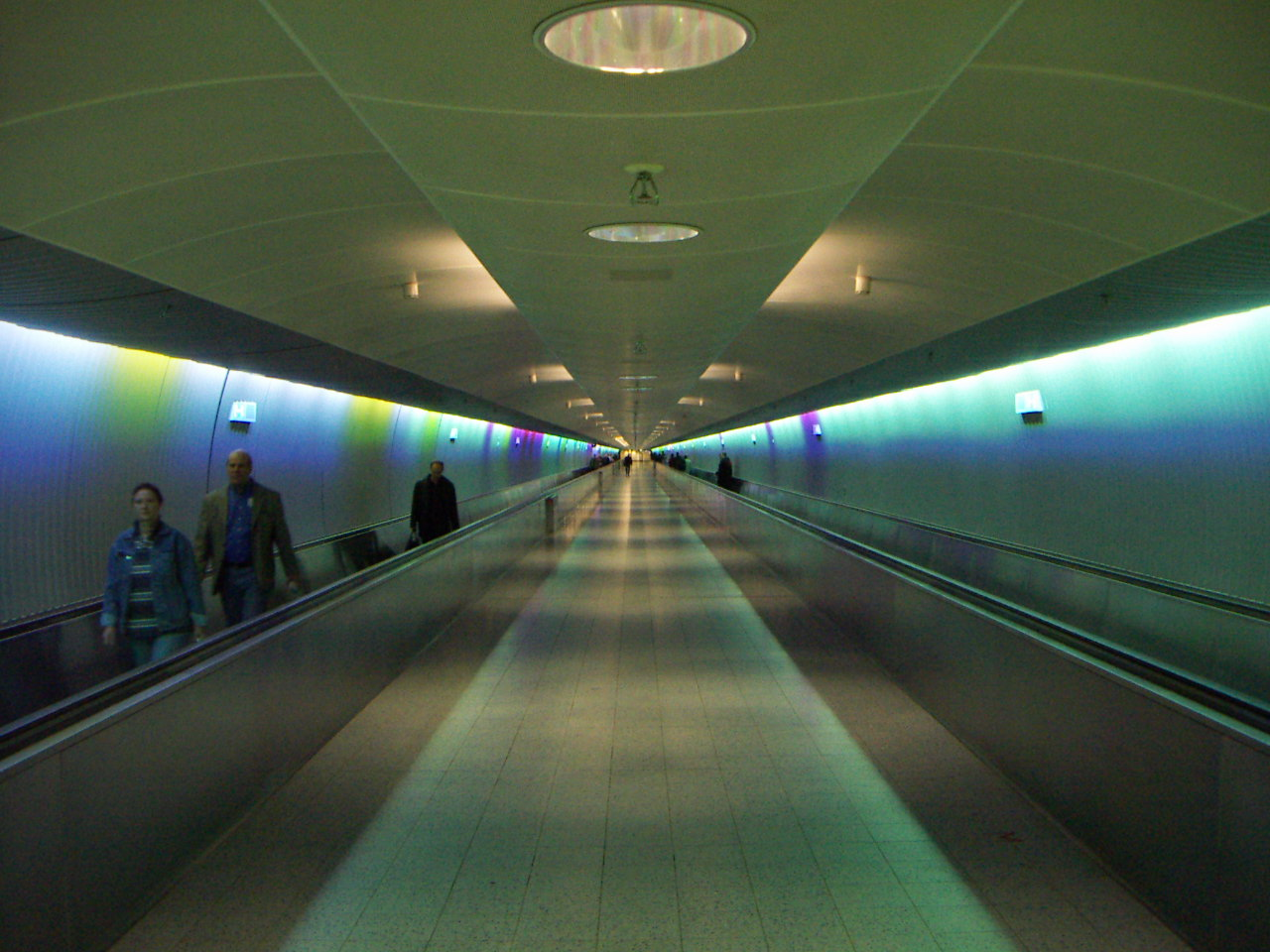
프랑크푸르트 국제 공항 무빙워크 터널 구석의 소실점

소실점(消失點, 영: vanishing point)은 원근법에서 실제로는 평행선이 되어 있는 것을 평행이 아니게 그릴 때에, 그 선이 사귀는 점이다. 이론적으로는 이 점은 무한 원점이다. 원근법의 종류에 따라 복수의 소실점이 존재한다.
- 투시도법은 1-3의 소실점이 그려진다.
- 곡선 원근법에서는 5개의 소실점이 그려진다. 원 안에 동서남북 4개와 원의 중심으로 1개의 소실점이 있다.
- 반전 원근법에서는 소실점은 외부로부터 대상의 전면을 그리는 것이 된다.

소실점을 최초로 사용한 것은 르네상스의 화가인 도나텔로와 마사초이다.

## 같이 보기
- 원근법